# Halifax (circonscription du Parlement britannique)
Pour les articles homonymes, voir Halifax.

Halifax dans le West Yorkshire.

La circonscription d'Halifax  est située dans le West Yorkshire (Angleterre) et représentée à la Chambre des communes du Parlement britannique.